# 界分別経
『界分別経』（かいふんべつきょう、巴: Dhātu-vibhaṅga-sutta, ダートゥヴィバンガ・スッタ）とは、パーリ仏典経蔵中部に収録されている第140経。
類似の伝統漢訳経典としては、『中阿含経』（大正蔵26）の第162経「分別六界経」がある。
釈迦が、遊行者プックサーティに、仏法を説く。

## 構成

### 登場人物
- 釈迦
- バッガヴァ --- 陶工
- プックサーティ --- 遊行者

### 場面設定
ある時、釈迦は遊行中にマガダ国のラージャガハ（王舎城）へ至り、陶工バッガヴァの小屋へと赴き、一夜の宿を借りることを頼む。
バッガヴァはもう一人遊行者の先約がいるので、彼が良ければ良いと言う。その遊行者プックサーティがやって来て、二人は小屋で共に過ごすことになる。
プックサーティは釈迦を慕って出家したが、本人にはまだ会ったことが無いと言う。釈迦は身分を伏せつつ、彼に六界、六触処、十八意行、四住処などに関する仏法を説く。
法悦したプックサーティは釈迦に帰依し、彼の下で出家することを願い出る。釈迦が三衣一鉢を備えているか問い、プックサーティはそれを揃えるために出かけるが、その道中で暴れ牛に遭って絶命してしまう。
釈迦の元へ比丘たちがやって来て、プックサーティが亡くなったことを告げ、彼の転生先を問う。釈迦は、プックサーティは五下分結を断ったので、天界へと生まれ変わると告げる。
比丘たちは歓喜する。

## 日本語訳
- 『南伝大蔵経・経蔵・中部経典4』（第11巻下） 大蔵出版
- 『パーリ仏典 中部（マッジマニカーヤ）後分五十経篇II』 片山一良訳 大蔵出版
- 『原始仏典 中部経典4』（第7巻） 中村元監修 春秋社